# Vissage (géométrie)
Dans un espace affine euclidien E de dimension 3, un vissage est un déplacement qui est la composée commutative d'une rotation et d'une translation selon un vecteur dirigeant l'axe de rotation, si la rotation n'est pas l'identité, et une translation quelconque si la rotation est l'identité. Réciproquement, tout déplacement de E est un vissage. 
Tout vissage se décompose de manière unique en une telle rotation et translation ; c'est une décomposition canonique. 
Lorsque le vecteur de translation est nul, un vissage se réduit à une rotation. Lorsque l'angle de la rotation est nul, un vissage se réduit à une translation. 
L'ensemble des vissages de E forment un sous-groupe du groupe des isométries affines de E.